# Anthus caffer
Anthus caffer е вид птица от семейство Стърчиопашкови (Motacillidae).

## Разпространение
Видът е разпространен в Ангола, Ботсвана, Етиопия, Замбия, Зимбабве, Кения, Малави, Мозамбик, Свазиленд, Танзания и Южна Африка.